# Orchestre symphonique de la RAI de Turin
L'Orchestre symphonique de la RAI de Turin (en italien : Orchestra sinfonica di Torino della RAI) est un orchestre symphonique italien basé à Turin actif entre 1932 et 1994.

## Historique
L'Orchestre symphonique de la RAI de Turin est fondé en 1932 à Turin, sous l'égide de la Rai, la Radio-télévision italienne.
Il fusionne en 1994 avec l'Orchestre symphonique de la RAI de Milan et l'Orchestre symphonique de la RAI de Rome pour former l'Orchestre symphonique national de la RAI, qui reste basé à Turin.

## Chefs permanents
Comme chefs permanents de l'orchestre se sont succédé :
- Attilio Parelli et Arrigo Pedrollo (1932-1934) ;
- Armando La Rosa Parodi (it) (1934-1944) ;
- Alberto Erede (1945-1946) ;
- Mario Rossi (1946-1969) ;
- Piero Bellugi (1969-1972) ;
- Wilfried Boettcher (1er chef invité et conseiller artistique, 1974-1976) ;
- pas de chef permanent jusqu'en 1987 ;
- Ferdinand Leitner (principal chef invité, 1987-1990) ;
- Aldo Ceccato (1990-1992) ;
- Frank Shipway (en) (1993-1996).

## Créations
L'Orchestre symphonique de la RAI de Turin est le créateur de plusieurs œuvres, d'Alberto Bruni Tedeschi (Concerto per il principe Eugenio, 1951 ; Concerto primo, 1960 ; Secondo Concerto, 1963), Niccolò Castiglioni (Sinfonia con giardino, 1979 ; Les Harmonies, 1996), Luciano Chailly (Kinder Requiem, 1979), Luigi Dallapiccola (Cinque frammenti di Saffo, 1947 ; Le Prisonnier, version de concert, 1949 ; Tartiniana seconda, 1957), Nguyen Thien Dao (Concerto pour violoncelle, 1983), Pascal Dusapin (Assaï, 1984), Vittorio Fellegara (it) (Requiem di Madrid, 1959), Lorenzo Ferrero (Arioso II, 1981 ; Balletto, 1981 ; Prima sinfonia (Dance Music), 1984), Bruno Maderna (Composizione no 1, 1950), Gian Francesco Malipiero (Mondi celesti e infernali, opéra, 1950 ; Concerto pour piano no 4, 1951), Giacomo Manzoni (Suite Robespierre, 1976), Marcel Mihalovici (Interlude de Phèdre, 1951), Darius Milhaud (Symphonie no 5, 1953), Ildebrando Pizzetti (Ifigenia, opéra, 1950), Wolfgang Rihm (Zeichen, 1986), Salvatore Sciarrino (Paradiso di Dante, 1993), Roman Vlad (Le ciel est vide, 1954) et Mario Zafred (Terza Sinfonia « Canto del carsa », 1950), notamment.